# Emil Haucke
Emil Haucke (født 17. januar 1989 i Skagen) er en dansk fodboldspiller.

## Karriere

### AaB
Han spillede i AaB's ungdomsafdeling fra 2003 til 2007, hvorefter han blev rykket op på førsteholdet og blev dansk mester. Haucke fik sin debut på AaB's superligahold den 2. november 2009 på udebane mod OB, da han i kampens sidste sekunder blev indskiftet og afløste Rasmus Würtz. 6 dage efter blev han igen indskiftet i kampens døende minutter, da han afløste Jeppe Curth i en hjemmekamp mod F.C. København. Dette blev Hauckes sidste superligakamp for AaB.

### Nybergsund IL-Trysil (2010)
I marts 2010 skiftede Haucke  Nybergsund IL-Trysil på en fri transfer, efter at AaB ophævede kontrakten med ham, da han ikke havde udsigt til spilletid for klubbens bedste hold.

### Viborg FF
I vinteren 2010 vendte han hjem til Danmark, hvor han spillede hele foråret 2011 hos Viborg FF som amatør, hvor det blev til tre optrædener for klubbens bedste hold.

### Nybergsund IL-Trysil (2011)
I sommeren 2011 forlod han igen klubben, da den ikke ville tilbyde Haucke en kontrakt, hvorefter han skiftede tilbage til sin tidligere klub Nybergsund IL-Trysil i Norge. I efterårssæsonen blev det til 11 kampe for Haucke i den norske klub. Han forlod efter sæsonen igen Norge, da Nybergsund ikke overlevede i landets andenbedste række og rykkede ned i 2. division. Emil Haucke holdt formen ved lige ved at deltage i Viborg FFs træninger i slutningen af 2011.

### Jammerbugt FC (2012-2014)
I sommeren 2012 skiftede Haucke til 2. divisionsklubben Blokhus FC.
Grundet studier forlad han i vinteren 2014 Jammerbugt FC.

### NUBI
Den 3. april 2014 blev det offentliggjort, at Haucke skfitede til serie 1-klubben NUBI.
Han forlod klubben igen den 6. august 2014.

### Jammerbugt FC (2015-2016)
Efter en pause fra fodbold, idet studie, bopæl og fodbold ikke kunne forenes, blev det i december 2014 offentliggjort, at Haucke atter skulle spille for Jammerbugt FC.
Han satte igen fodboldkarrieren på stand-by i starten af 2017.